# Nagy Péter (súlyemelő, 1986)
Nagy Péter (Komárom, 1986. január 16. –) Európa-bajnoki ezüstérmes magyar súlyemelő. 2025-től a Magyar Súlyemelő-szövetség elnöke.

## Sportpályafutása
2005-ben magyar bajnok volt. 2006-ban az európai uniós bajnokságon szakításban első, összetettben második, lökésben harmadik volt. A világbajnokságon összetettben 16., lökésben 21., szakításban 17. lett. 2007-ben vb-n szakításban 17. helyezést szerzett. Lökésben kiesett. Az uniós bajnokságon első lett. Az Eb-n szakításban kilencedik, lökésben 10., összetettben nyolcadik helyezést szerzett. A következő évben összetettben 10., szakításban és lökésben kilencedik volt az Európa-bajnokságon. Az uniós bajnokságban szakításban első, lökésben és összetettben második lett. Az olimpiára Magyarország egy férfi kvótát szerzett. Nagy és Baranyai János volt esélyes az indulásra, amit Baranyai kapott meg. A főiskolás vb-n második volt.
2009-ben az Eb-n szakításban negyedik, lökésben hatodik, összetettben ötödik lett. Az U23-as Európa bajnokságon szakításban aranyérmes, lökésben hatodik, összetettben negyedik volt. A világbajnokságon derékbántalmai miatt nem indult. 2010-ben a vb-n összetettben a 15., szakításban a 14., lökésben a 18. helyen végzett. Az Európa-bajnokságon a minden versenyszámban kilencedik helyen végzett. A következő évben sérülés miatt nem indult az Európa-bajnokságon. A világbajnokságon összetettben nyolcadik, szakításban ötödik, lökésben 10. lett. Az universiaden eredetileg második volt, de mivel az aranyérmes egyiptomi versenyzőt doppingolás miatt kizárták, így Nagyot aranyérmesnek nyilvánították. A 2012-es Európa-bajnokságon összetettben hetedik, szakításban harmadik (Ez az eredménye egy előtte végzett kizárása miatt 2024-re második helyre módosult), lökésben nyolcadik volt. A Magyarország rendelkezésére álló egyetlen férfi olimpiai kvótát Nagy kapta meg. A 2012-es londoni olimpián 416 kg-os eredménnyel a B csoportban harmadik, összesítésben 11. lett. Ez az eredménye az előtte végzettek kizárása miatt 2024-re a nyolcadik helyezésre módosult.
2013-ban negyedik helyezést ért el az universiaden. A világbajnokságon szakításban negyedik, lökésben tizedik, összetettben hatodik lett. A 2014-es Európa-bajnokságon szakításban 8., lökésben és összetettben 7. volt. A világbajnokságon összetettben 11., szakításban és lökésben 12. lett. A decemberi főiskolai világbajnokságon aranyérmet szerzett. 2015-ben a kontinensbajnokságon a két fogásnemben ötödik, összetettben hatodik lett. A világbajnokságon 16. volt. 2016 márciusában lökésben 233 kilogrammal országos csúcsot ért el. Az Európa-bajnokságon összetettben hatodik helyen végzett.
A 2016-os rioi olimpián 420 kg-os eredménnyel a B csoportban második, összesítésben 10. lett. A 2018-as világbajnokságon a B-csoportban első, összesítésben 10. lett.
A 2021-es Európa-bajnokságon összetettben (404 kg) és a két fogásnemben (182 kg, 222 kg) is nyolcadik lett. A tokiói olimpián megnyerte a B-csoport küzdelmeit, összesítésben pedig a 7. helyen végzett (178kg, 218kg, 396 kg).
2025 márciusában a Magyar Súlyemelő-szövetség elnökének választották.

## Díjai, elismerései
- Az év magyar súlyemelője (2009, 2011, 2012, 2013, 2014, 2016,[16] 2017,[17] 2018,[18] 2021[19])